# 백만장자 (영화)
백만장자(Le Million, The Million)는 프랑스에서 제작된 르네 클레르 감독의 1931년 영화이다. 아나벨라 등이 주연으로 출연하였다.

## 출연

### 주연
- 아나벨라

### 조연
- 르네 르페브르
- 오뎃 타라작